# District de Lengshuitan
Le district de Lengshuitan (冷水滩区 ; pinyin : Lěngshuǐtān Qū) est une subdivision administrative de la province du Hunan en Chine. Il est placé sous la juridiction de la ville-préfecture de Yongzhou.